# Свій хлопець
Свій хлопець (рос. Свой парень) — радянський художній фільм 1973 року, знятий Кіностудії ім. М. Горького.

## Сюжет
Головна героїня фільму — дівчина з ткацької фабрики на прізвище Семенова, яку всі звуть «Семеном» і вважають «своїм хлопцем» за доброту, чуйність, за рідкісну здатність людські радощі й прикрощі вважати своєю особистою і невідкладною справою. Шукати і виявляти у «Семена» душевну красу не треба — вона завжди на виду.

## У ролях
- Ірина Гришина — Антоніна Семенова, свій хлопець — «Семен»
- Олена Драпеко — Варя
- Галина Ніголь — Зіна
- Тетяна Мчедлідзе — Люда
- Наталія Селезньова — Аля Малишева
- Андрій Давидов — Ігор Латинін, комсорг цеху, людина на роликах
- Леонід Куравльов — Федір, новатор-винахідник
- Микола Парфьонов — Іван Макарович, директор фабрики
- Леонід Каневський — Роберт Іванович, вчитель з танців
- Надія Федосова — прибиральниця
- Євгенія Ханаєва — Таїсія Петрівна, комендант
- Валентина Владимирова — родичка Алі
- Борис Гітін — шофер таксі
- Наталія Воробйова — Зіна, дружина Федора, винахідника
- Інна Виходцева — жінка в кабінеті директора
- Людмила Гарніца — епізод
- Тетяна Лебедькова — секретар директора
- Олександр Піскарьов — пасажир в таксі
- Петро Полєв — чоловік в автобусі

## Знімальна група
- Режисер — Павло Любимов
- Сценарист — Юліу Едліс
- Оператор — Гасан Тутунов
- Композитор — Юхим Адлер
- Художник — Марк Горелик